# Linea Shintetsu Kōen-Toshi

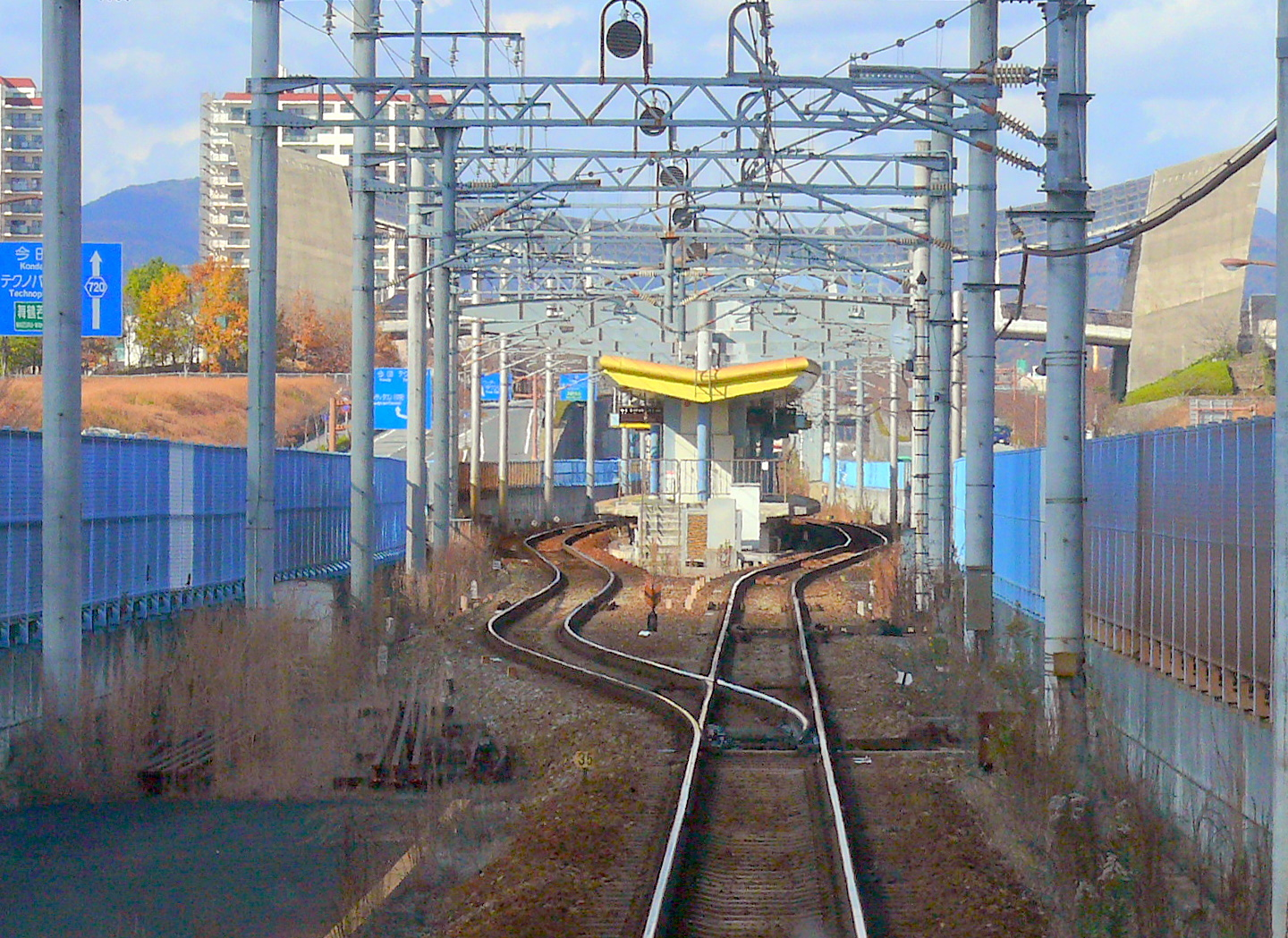
Vista della stazione di Minami-Woody-Town

La  linea Shintetsu Kōen-Toshi (神戸電鉄公園都市線?, Kōbe Dentetsu Kōen-Toshi-sen) è una ferrovia suburbana delle Ferrovie Shintetsu a scartamento ridotto di 1067 mm, diramazione della linea Shintetsu Sanda, che collega il centro della città di Sanda, nella prefettura di Hyōgo, con il suo quartiere residenziale di Woody-Town.

## Caratteristiche
- Estensione totale: 5,5 km
- Scartamento: 1067 mm (s. ridotto)
- Numero di stazioni: 4, capolinea inclusi
- Numero di binari: tutta la linea è a binario singolo
- Elettrificazione: 1500 V CC
- Sistema di blocco: automatico
- Velocità massima: 80 km/h

## Servizi
Tutti i treni fermano in tutte le stazioni e presso la stazione di Yokoyama proseguono sulla linea Shintetsu Sanda fino alla stazione di Sanda. La frequenza è di circa quattro treni all'ora, e l'ultimo della giornata lascia Sanda alle 00:53 per arrivare a Woody-Town-Chūō poco dopo l'una di notte.

## Stazioni
- La numerazione di stazione è stata introdotta dal 1º aprile 2014.[1]
- Tutte le stazioni si trovano nella città di Sanda, nella prefettura di Hyōgo.
- Tutti i treni fermano in tutte le stazioni
- Binari: "◇": sezione a binario singolo (possibile l'incrocio dei treni; "∨": da qui binario singolo

| Num.                                                 | Stazione                                             | Giapponese                                           | Dist. interst.                                       | Dist. totale                                         | Collegamenti                                         | Binari                                               |
| Servizio diretto via linea Shintetsu Sanda per Sanda | Servizio diretto via linea Shintetsu Sanda per Sanda | Servizio diretto via linea Shintetsu Sanda per Sanda | Servizio diretto via linea Shintetsu Sanda per Sanda | Servizio diretto via linea Shintetsu Sanda per Sanda | Servizio diretto via linea Shintetsu Sanda per Sanda | Servizio diretto via linea Shintetsu Sanda per Sanda |
| ---------------------------------------------------- | ---------------------------------------------------- | ---------------------------------------------------- | ---------------------------------------------------- | ---------------------------------------------------- | ---------------------------------------------------- | ---------------------------------------------------- |
| KB27                                                 | Yokokawa                                             | 横山                                                 | -                                                    | 0.0                                                  | Linea Shintetsu Sanda                                | ∨                                                    |
| KB31                                                 | Flower Town                                          | フラワータウン                                       | 2.3                                                  | 2.3                                                  |                                                      | ◇                                                    |
| KB32                                                 | Minami-Woody-Town                                    | 南ウッディタウン                                     | 2.2                                                  | 4.5                                                  |                                                      | ◇                                                    |
| KB33                                                 | Woody-Town-Chūō                                      | ウッディタウン中央                                   | 1.0                                                  | 5.5                                                  |                                                      | ◇                                                    |